# Volkswagen T-Roc

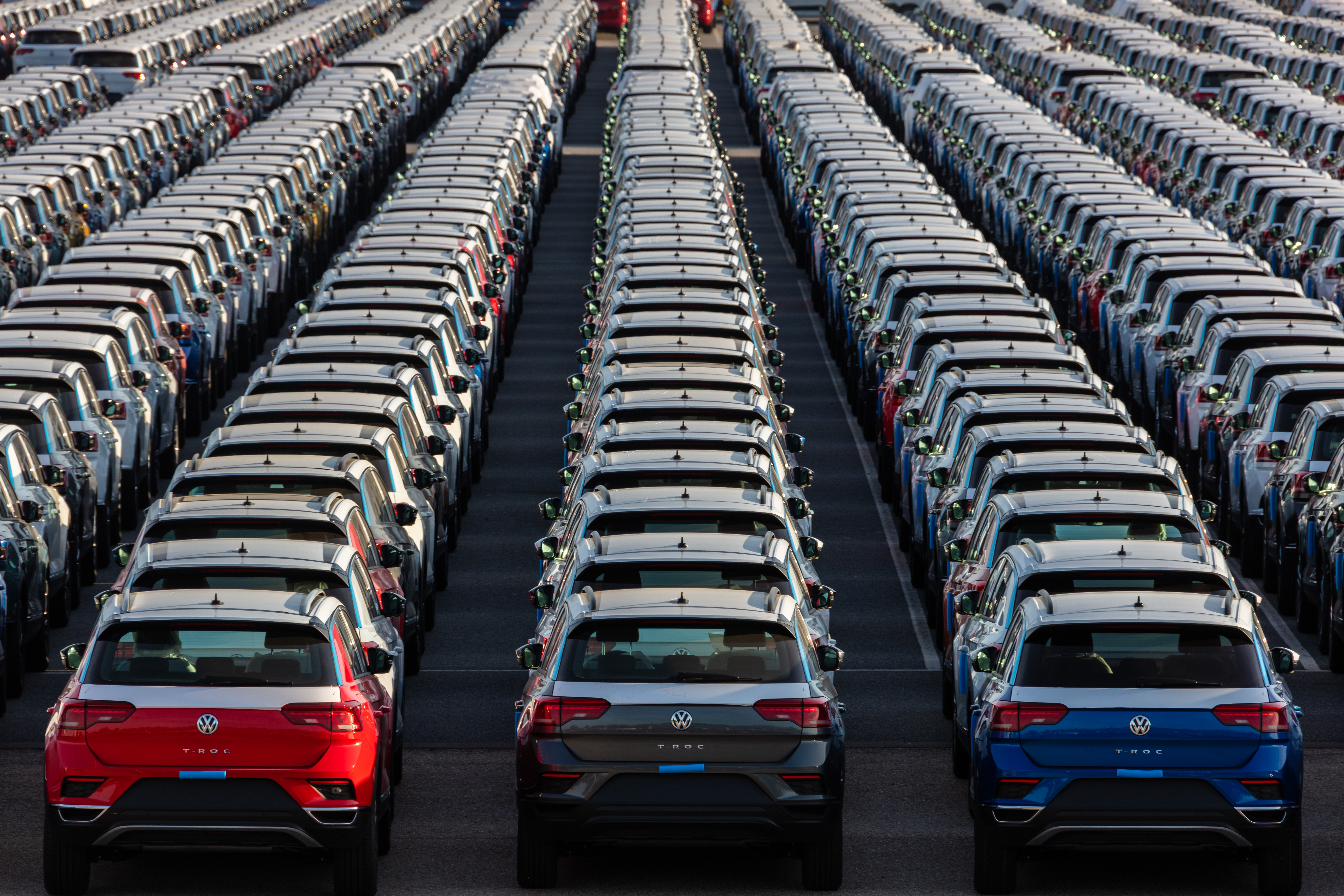
Veículos T-Roc construídos em Portugal aguardando embarque

O Volkswagen T-Roc é um crossover do segmento B da fabricante alemã Volkswagen. A sua principal rival são o Nissan Juke, Renault Captur, Dacia / Renault Duster, Hyundai Kona, Mazda CX-3, Ford Ecosport, Toyota C-HR e o Honda HR-V. O T-Roc é menor que o Volkswagen Tiguan.
Foi apresentado como um protótipo no Salão de Genebra de 2014. Foi projetado para ser um offroader, com um design agressivo e AWD. Originalmente, dizia-se que o T-Roc não seria produzido, e que em vez disso seria usado para testar conceitos para futuros SUVs da Volkswagen. Mais tarde, eles disseram que um carro relacionado ao T-Roc pode chegar à produção.
A Volkswagen diz que o carro é relativamente leve por causa da maneira como é construído.
O T-Roc fez sua estreia mundial na Itália em 23 de agosto de 2017. Foi lançado como o quarto SUV da Volkswagen. [5] Há uma tela de 12,3 polegadas onde o motorista pode alternar entre os modos de direção e acessar o sistema de entretenimento. Os medidores também são substituídos por uma tela de informações que contém medidores digitais.
Os carros do mercado europeu são montados na fábrica portuguesa à beira de Setúbal, que foi originalmente construída para a joint-venture Volkswagen Sharan / Ford Galaxy. Os carros do mercado chinês são montados na fábrica da joint venture FAW-Volkswagen em Foshan.
O T-Roc não será lançado na América do Norte, México, Argentina e Rússia, à medida que lançam mais um SUV subcompactos, a T-Cross, que os agentes do Volkswagen disseram que o T-Roc é mais adequado ao gosto da Europa como ele tem dimensões menores e uma linha de teto menor que a T-Cross.
O T-Roc não é vendido na Austrália, assim como em muitos países da CEI, Índia, Oriente Médio e Norte da África, assim como o T-Roc também não é vendido no Oriente e no Sudeste. Ásia (exceto China). Plano de produção e desenvolvimento do Brasil.